# Biotech Vac Salmonella
A Biotech Vac Salmonella é a primeira vacina de subunidade do mercado brasileiro com foco para o controle de salmonelas paratíficas. A vacina integra a nova geração de vacinas para salmonelas na avicultura. 
A tecnologia de subunidade oferece segurança ao manipulador,às aves e também ao ambiente.
A aplicação da Biotech Vac Salmonella ocorre via água de bebida e fornece proteção contra várias estirpes e sorotipos de salmonelas paratíficas, induzindo imunidade de mucosas e sistêmica. 
Por se tratar de um produto desenvolvido com a mais alta tecnologia da biologia molecular, ela tem entre os principais diferenciais atuação em diferentes sorogrupos (D, B e C) ao mesmo tempo, comprovando a ação contra Salmonella Enteritidis (D), Salmonella Typhimurium (B), Salmonella Heidelberg (B) e Salmonella Infantis (C), além de outros testes em desenvolvimento. 
A vacina também apresenta estratégia DIVA (Differentiating Infected from Vaccinated Animals), alto grau de imunidade de mucosas e limita a excreção e multiplicação do patógeno, colocando-a como única no mercado e, desta forma, de ampla importância para a avicultura brasileira. 
Novos conceitos no desenvolvimento de vacinas vêm sendo empregados com procedimentos avançados de engenharia genética. Dentre estes novos conceitos, as vacinas de subunidades estão se destacando. Por definição, uma vacina de subunidade proteica é constituída por fragmentos de proteínas ou revestimentos proteicos que mimetizam a estrutura do microrganismo de interesse. 
As vacinas à base de subunidades são produzidas a partir de microrganismos vivos, onde leveduras e bactérias são manipuladas neste processo produtivo, que demandam de condições de cultivo criteriosas e procedimentos rígidos de higiene e contenção de contaminação. 
Para desenvolver tais vacinas, o material genético de um antígeno de interesse é inoculado em bactérias ou leveduras de fácil manipulação e cultivo, com capacidade de sintetizar quantidades suficientes das proteínas de interesse. Tanques fermentativos contendo o microrganismo elegido para a inserção do código genético do antígeno são utilizados para a obtenção da subunidade proteica.
Após a multiplicação destes organismos, as proteínas formadas são purificadas. Em seguida, são inativadas através de processos. O próximo passo é a formulação da vacina incorporando a proteína purificada com os demais componentes da vacina, que podem ser adjuvantes com a capacidade de potencializar a resposta imune, como também conservantes para garantir estabilidade para o imunizante.
Fragmentos de proteína ou polissacarídeos do patógeno de interesse encontrados na vacina de subunidade proteica exigem testes específicos para identificar e garantir a capacidade de produzir resposta imunológica da combinação destas substâncias. A segurança destas vacinas deve-se a sua forma de produção, onde apenas fragmentos de interesse do patógeno estão contidas na formulação ao invés de um patógeno vivo atenuado. Devido a isso, pode-se minimizar efeitos colaterais para o organismo que será imunizado.
O mecanismo de ação das vacinas de subunidade via administração oral ativa o sistema imune humoral de mucosa através da entrada da subunidade proteica em enterócitos, células M ou por reconhecimento de células dendríticas após estímulos prévios do sistema imunológico na lâmina própria. As células dendríticas apresentam a subunidade proteica como um antígeno para os linfócitos T e, em seguida, são apresentadas para linfócitos B que se diferenciam em plasmócitos. Estes plasmócitos são responsáveis pela produção da imunoglobulina A secretória (sIgA), que são secretadas da lâmina própria para o lúmen intestinal, estimulando a imunidade de mucosa.
Há inúmeras vantagens no uso destas vacinas, entre eles:
- Redução dos riscos relacionados ao processo de aplicação, pois não proporcionam efeitos colaterais aos indivíduos vacinados, garantindo a segurança do manipulador e das aves;

- Utilizam a estratégia DIVA (Differentiating Infected from Vaccinated Animals), não interferindo nos métodos de detecção;

- Alta produção de imunidade de mucosa; [8]

- Estabilidade do produto no armazenamento e facilidade de aplicação; [9]

- Limitação da multiplicação e excreção do patógeno. [10]

A tecnologia de subunidade é a nova geração das vacinas contra Salmonellas, pois são seguras e proporcionam imunização para as aves, estimulando o sistema imune de mucosa. A vacinação, junto da implementação de medidas de biosseguridade durante toda a cadeia de produção avícola, melhora a saúde das aves e produz alimentos seguros e com qualidade.